# (3855) Pasasymphonia
(3855) Pasasymphonia (1986 NF1) – planetoida z pasa głównego asteroid okrążająca Słońce w ciągu 3,35 lat w średniej odległości 2,24 j.a. Odkryła ją Eleanor Helin 4 lipca 1986 roku.